# Jürgen Bock
Jürgen Bock (* 6. Juni 1943 in Danzig; † 19. Mai 2019 in Rostock) war ein deutscher Mathematiker und Biometriker, der Beiträge zur Wahrscheinlichkeitstheorie und mathematischen Statistik leistete.

## Leben

### Familie
Jürgen Bock war verheiratet und hatte zwei Kinder.

### Werdegang
Jürgen Bock wurde 1943 in Danzig in Preußen, geboren. Aufgrund der politischen Umstände wurde er im Alter von zwei Jahren zusammen mit seiner Familie vertrieben und fand ein neues Zuhause in Mecklenburg. Dort verbrachte er seine Kindheit und Jugend in den Städten Malchin und Teterow.
Er legte 1961 sein Abitur ab und begann im selben Jahr ein Studium der Mathematik an der Universität Rostock, das er 1966 mit dem Abschluss als Diplom-Mathematiker beendete. Im Anschluss daran absolvierte er von 1966 bis 1967 eine Teilaspirantur an der Technischen Universität Budapest und setzte von 1967 bis 1970 seine akademische Laufbahn mit einer Aspirantur in der Abteilung Mathematische Statistik des Mathematischen Forschungsinstituts der Ungarischen Akademie der Wissenschaften in Budapest fort.
Von 1970 bis 1978 war er als wissenschaftlicher Mitarbeiter im Forschungszentrum für Tierproduktion der Akademie der Landwirtschaftswissenschaften der DDR in Dummerstorf bei Rostock tätig, wo er sich auf Biomathematik und EDV spezialisierte; in dieser Zeit promovierte er 1972 zum Dr. rer. nat. an der Ungarischen Akademie der Wissenschaften in Budapest. 1979 habilitierte er sich an der Universität Rostock mit der Arbeit Die Bestimmung des Stichprobenumfangs in der linearen Regressionsanalyse Modell I und II. In der Folgezeit war er von 1979 bis 1984 als wissenschaftlicher Oberassistent an der Sektion Mathematik und Hochschuldozent für Wahrscheinlichkeitstheorie und Mathematische Statistik an der Universität Rostock tätig. 1984 wurde er zum ordentlichen Professor für Stochastik (Biometrie) an der Universität Rostock berufen.
1987 übersiedelte er in die Bundesrepublik Deutschland, wo er zunächst einen Gastaufenthalt im Institut für Medizinische Informatik und Statistik an der Medizinischen Universität Lübeck hatte. Im Jahr 1988 habilitierte er sich an der Medizinischen Hochschule Hannover (MH Hannover) in Wahrscheinlichkeitstheorie und Mathematischer Statistik zum PD Dr. rer. biol. hum. habil. und war anschließend als wissenschaftlicher Mitarbeiter im Institut für Biometrie der MH Hannover tätig.
Ab 1989 war er als Professor für Wahrscheinlichkeitstheorie und Mathematische Statistik an der Medizinischen Hochschule Hannover tätig, während er gleichzeitig von 1989 bis 2004 als wissenschaftlicher Mitarbeiter in der klinischen pharmazeutischen Forschung bei F. Hoffmann-La Roche AG in Basel arbeitete. Dort leitete er die biostatistische Abteilung für frühe Entwicklung und arbeitete an der Schnittstelle zwischen Pharmakologie, Klinik und Biostatistik. Zudem hatte er von 1992 bis 1998 einen Lehrauftrag an der Universität Basel.
Er veröffentlichte zahlreiche Werke, darunter Monografien, Bücher, Broschüren sowie Beiträge in Fachzeitschriften und Konferenzbänden.

### Übersiedlung in die Bundesrepublik Deutschland
Jürgen Bocks kritische Haltung zur DDR und seine Offenheit führten zu Spannungen. Besonders nach der Entscheidung seiner Frau, 1983, nach einem Besuch der Verwandtschaft in Westdeutschland, nicht mehr in die DDR zurückzukehren, stand er vor großen Herausforderungen. Ein Ausreiseantrag, den er 1984 stellte, führte zum Verlust seiner Professur. 1987 durfte er schließlich mit seinen Kindern in die Bundesrepublik ausreisen, um die Familie wieder zu vereinen.

## Mitgliedschaften
Jürgen Bock war Mitglied der Internationalen Biometrischen Gesellschaft.

## Schriften (Auswahl)
- Planung des Stichprobenumfangs beim Newman-Keuls-Test. In: Biometrische Zeitschrift, 16(6). 1974. S. 417–422.
- D. Rasch; G. Herrendörfer; Jürgen Bock; K. Busch: Verfahrensbibliothek, Versuchsplanung und -auswertung. Band III. Berlin, VEB Deutscher Landwirtschaftsverlag. 1981. (Neuauflage R. Oldenburg-Verlag, München 1995; als E-Book: R. Oldenburg-Verlag, München 2008).
- Die Bestimmung des Stichprobenumfangs in der linearen Regressionsanalyse Modell I und II. In: Nova acta Leopoldina, Nr. 254, Band 55.
- Die Bestimmung des Stichprobenumfangs für biologische Experimente und kontrollierte klinische Studien. München und Wien, R. Oldenbourg Verlag. 1998.
- P. A. Bovier; Jürgen Bock; L. Loutan; T. Farinelli; R. Glueck; C. Herzog: Long-Term Immunogenicity of an Inactivated Virosome Hepatitis A Vaccine. In: Journal of Medical Virology, 68. 2002. S. 498–493.